# Dexters dunkla drömmar
Dexters dunkla drömmar är en roman skriven av Jeff Lindsay. Det är den första av åtta böcker i serien. TV-serien Dexter baseras på romanen.

## Handling
Bokens huvudperson, Dexter Morgan, jobbar hos Miami-Dade Police Department som kriminaltekniker specialiserad på blodanalys. På fritiden är han en seriemördare som bara dödar brottslingar som han anser skyldiga men ändå inte dömts. Dexters mord sporras av en inre röst. När han mördat är rösten tyst ett tag men återkommer alltid.
Genom återblickar till Dexters barndom beskrivs hur Dexters fosterpappa lärde honom att aldrig döda någon utan att vara säker på att denna är skyldig. Han visar även Dexter hur man dödar utan att lämna spår efter sig.
1. ↑  läs online, www.goodreads.com .[källa från Wikidata]